# Gazetteer

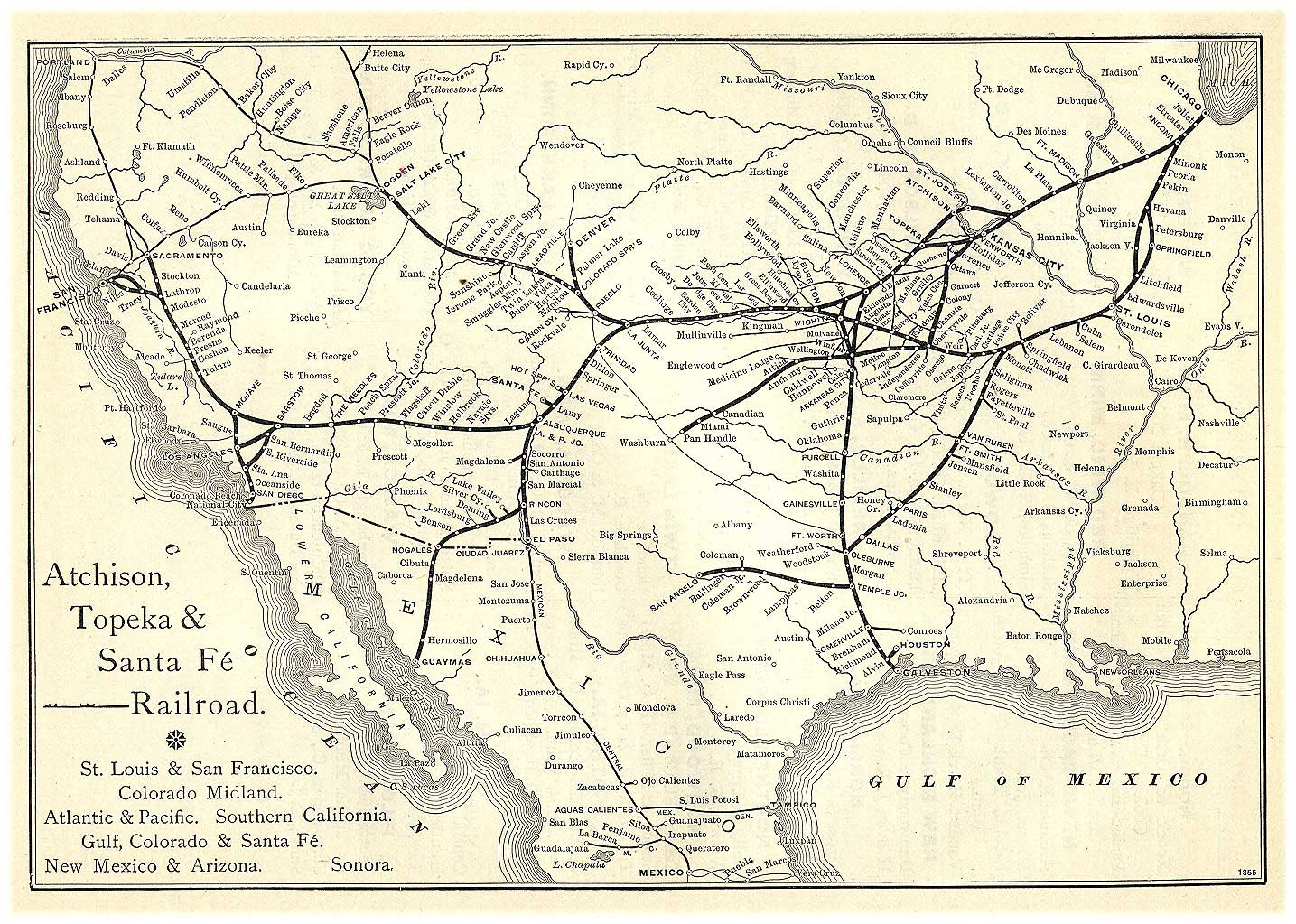
Mapa da rota da Santa Fe Railway de 1891, intitulado "Grain Dealers and Shippers Gazetteer".

Índice de topónimos, ou nomenclatura ou gazetteer, é um dicionário geográfico ou diretório, uma importante referência para obter informações sobre lugares e nomes de lugar  (ver: toponímia), utilizado em conjunto com um mapa ou um atlas completo.